# Confiserie (technique)
Cet article concerne la technique de confiserie (au sens large), qui consiste à "confire" un aliment. Pour la "confiserie" comme synonyme de "sucrerie", voir Confiserie.
La confiserie est la technique par laquelle on transforme certains aliments en les exposant durablement à une substance, en général en vue de leur conservation. La substance choisie pénètre alors l’aliment et s’y incorpore, voire réagit avec lui.
On appelle aussi confiserie toute usine où on effectue ce type de transformation et confiseur celui qui fait de la confiserie.
On peut confire au sucre, au miel, à l’eau-de-vie, à la graisse, au sel, au vinaigre, etc.
Le résultat est ce qu'on appelle d'un manière générale un confit.
On peut confire par exemple des fruits (prunes, cerises, ...) à l’eau-de-vie ou au sucre (fruits confits, marrons glacés).
L’oie, le canard, le foie gras et le porc peuvent être confits par cuisson lente dans leur graisse. 

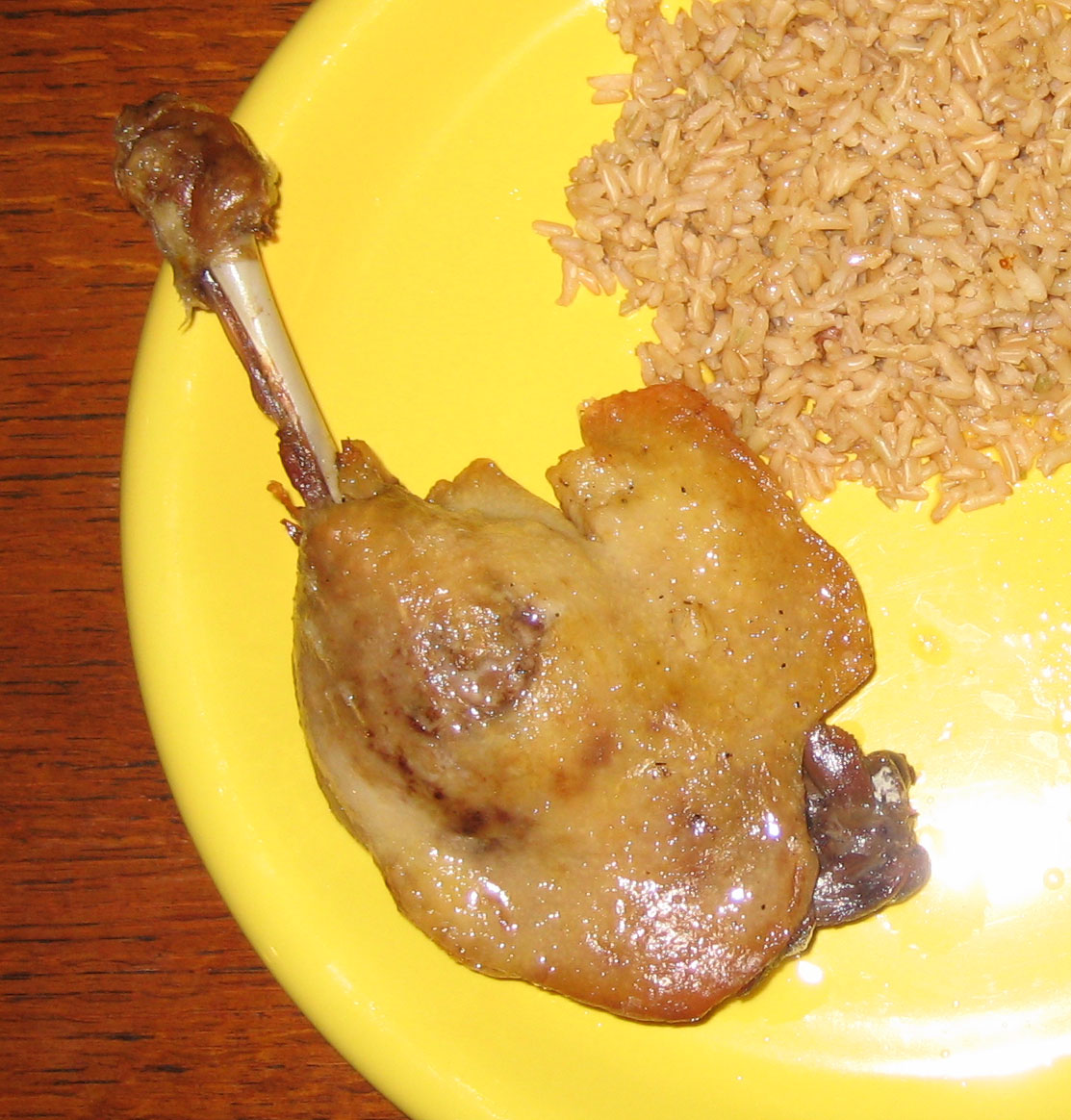
Confit de canard.

Les olives sont confites à la saumure pour supprimer leur amertume.

## Préparations voisines
La macération correspondrait plutôt au simple fait de laisser un aliment tremper dans une substance sans qu'il y ait vraiment de transformation. 
Faire mariner un aliment c'est le laisser tremper dans une sauce (marinade), dans le but de lui donner un bon goût avant de le faire cuire ou simplement de le servir. Donc but culinaire plutôt que de conservation.